# Alejandro Máynez
Alejandro Máynez (n. década de 1970) es un asesino serial mexicano hasta la fecha prófugo. Supuestamente, junto con  Ana Benavides y Melchor Máynez, asesinó a por lo menos 2 mujeres en Ciudad Juárez pero su número de víctimas se cree asciende a 50. Él era un asesino organizado, sedentario, hedonista motivado por compulsión sexual y que mata en grupo.

## Antecedentes
Alejandro fue un niño huérfano, fue bautizado como Armando Martínez, una porción de su infancia la pasó en orfanatos de Estados Unidos. Durante la década del 70 fue adoptado por Guillermo Máynez,- un empresario chihuahuense dueño de aprox. 20 bares y clubes nocturnos en Juárez,- y su familia, quien le concedió su apellido y le cambió el nombre a Alejandro.

## Crímenes
Durante las décadas de 1980 y 1990, Alejandro y Melchor- primos hermanos- se incorporan a una banda de traficantes de drogas y joyas que contrabandeaban hacia EE. UU., supuestamente, bajo la protección del gobierno de Francisco Barrio Terrazas.
En 1999, dos expolicías, Víctor Valenzuela y Ramiro Romero Gómez, de la policía estatal y federal , se presentan ante, la para ese entonces, nueva fiscalía especializada en los feminicidios, para acusar a Alejandro Máynez de la muerte de varias mujeres:

"Estábamos en un club cuando nos dijo que él y otra persona se dedicaban a violar sexualmente y a asesinar a mujeres..." (Valenzuela, Víctor; 1999)

Según Valenzuela y Romero, Máynez hubiese contado con la protección de la policía en sus delitos. Ese mismo año, Valenzuela fue encarcelado bajó cargos de narco-menudeo y Romero fue ejecutado. Ya antes, en 1995, Abdel Latif Sharif había sido arrestado y enfrentaba cargos por decenas de feminicidios; él alegaba ser inocente y acusaba a Máynez de ser el verdadero "Destripador de Juárez". 

### Alejandro y Melchor
Los primos Máynez habrían iniciado su trayectoria como asesinos seriales en 1988, a la par de sus actividades como traficantes. En algún punto se separaron y empezaron a asesinar cada uno por su parte.

### Alejandro y Ana
En 1998, Alejandro conoce a  Ana Benavides, ella trabajaba como mesera en uno de los bares de su familia; las víctimas conocidas de Máynez también eran empleadas de los negocios familiares, quizás éste iba a ser el destino final de Ana pero resultó que ambos compartían perversiones. Ana era una fanática satánica que ya había cobrado la vida de tres personas; comenzó a formar parte activa de los asesinatos de Máynez.

## "El diario de Richie"
En 1995, se dio a conocer la existencia de un texto, de autor desconocido que firmaba bajo el seudónimo de "Richie", que recopilaba minuciosamente los acontecimientos y detalles de varias decenas de asesinatos. Se piensa que Alejandro Máynez es el autor de tal compendio.
Según el manuscrito muchos de los homicidios de mujeres en Juárez fueron muertas durante orgías organizadas por miembros del crimen organizado, en donde se realizaban videos snuff.